# Runebergsplan
Runebergsplan är ett litet torg som ligger vid korsningarna Karlavägen/Engelbrektsgatan och Runebergsgatan/Engelbrektsgatan på Östermalm i Stockholms innerstad. Intill torget finns parkeringsplatser som endast nås från Runebergsgatan.
Runebergsplan namngavs 1925, troligtvis efter Runebergsgatan som fick sitt namn 1909 efter den finlandssvenske skalden Johan Ludvig Runeberg.

## Bilder

Historiska bilder
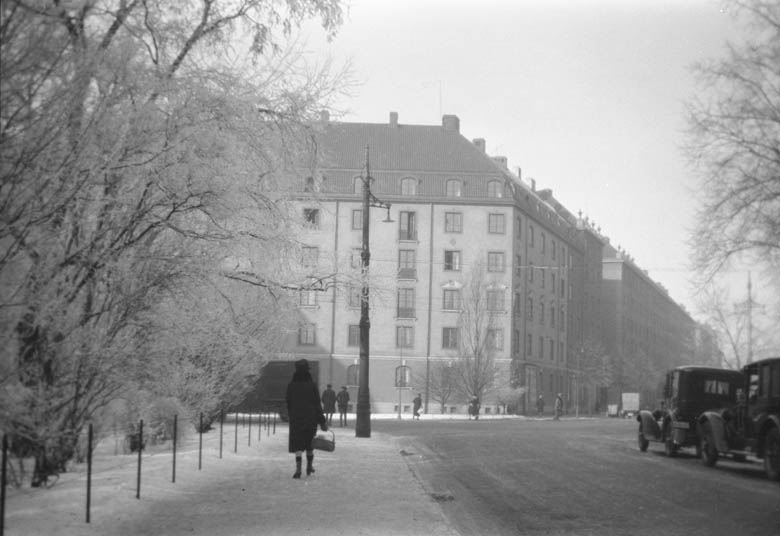
Runebergsplan, mars 1928.
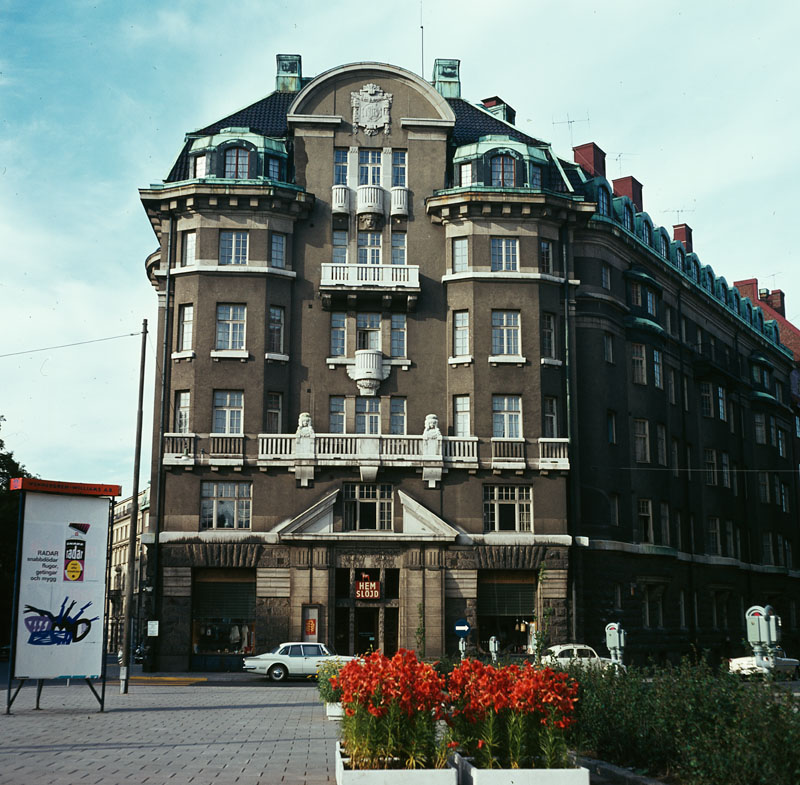
Runebergsplan, juli 1964.
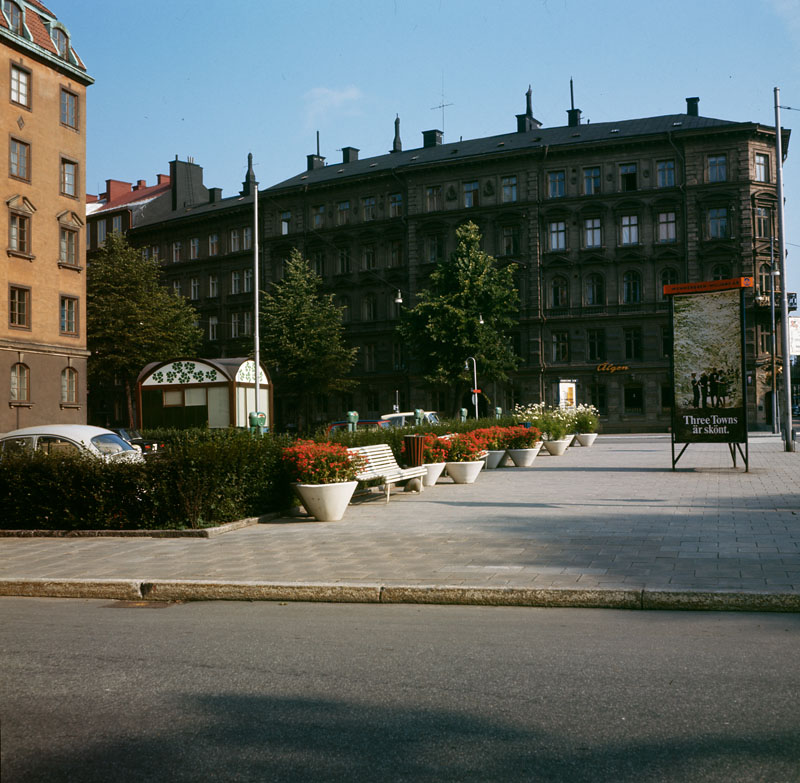
Runebergsplan, augusti 1967.

Nutida bilder
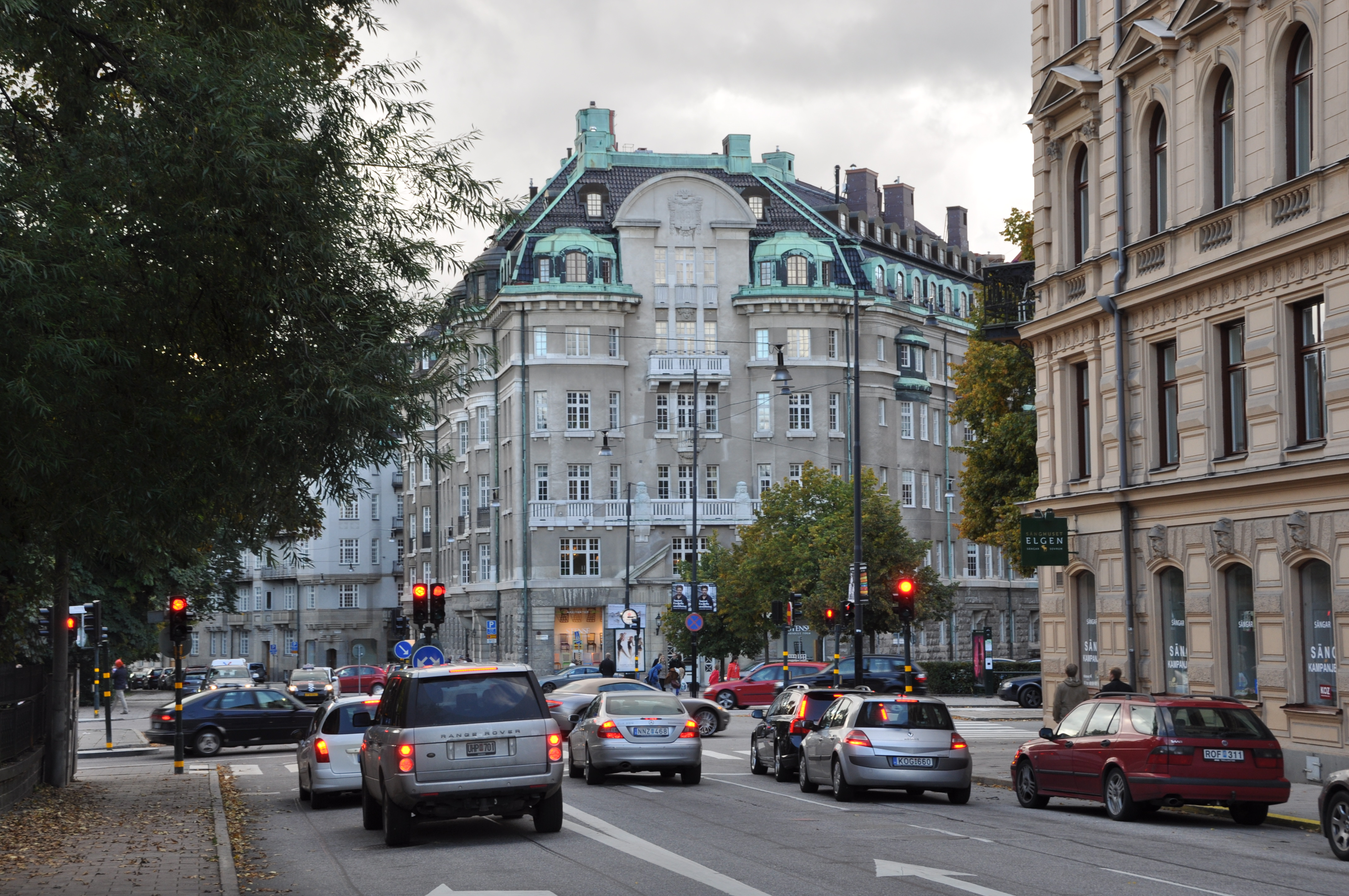
Runebergsplan, september 2012.